# Diclazepam
Diclazepam (Ro5-3448), também conhecido como clorodiazepam e 2'-cloro-diazepam, é um benzodiazepínico e análogo funcional do diazepam. Foi sintetizado pela primeira vez por Leo Sternbach e sua equipe no Hoffman-La Roche em 1960. Atualmente não está aprovado para uso como medicamento. A eficácia e segurança não foram testadas em humanos. 
Em testes com animais, seus efeitos são semelhantes aos do diazepam, possuindo propriedades de longa ação ansiolíticas, anticonvulsivantes, hipnóticas, sedativas, relaxantes musculo-esqueléticas  e amnésicas.

## Metabolismo
O diclazepam tem uma meia-vida de eliminação aproximada de 42 horas e sofre N-desmetilação para delorazepam, que pode ser detectado na urina em até 6 dias após a administração do fármaco original. Outros metabólitos detectados foram lorazepam e lormetazepam, que foram detectados na urina por 19 e 11 dias, respectivamente, indicando hidroxilação pelas enzimas do citocromo P450 concomitantemente com N-desmetilação. 

## Status legal

### Reino Unido
No Reino Unido, o diclazepam foi classificado como um medicamento da Classe C pela emenda de maio de 2017 ao The Misuse of Drugs Act, juntamente com vários outros medicamentos benzodiazepínicos. 